# Веерная улица
Ве́ерная у́лица — улица в районе Очаково-Матвеевское Западного административного округа города Москвы. Одна из четырёх улиц микрорайона Матвеевское.
Начинается на северо-востоке района, почти от Староволынской улицы (не соединяются), плавной дугой идёт южнее и западнее, упирается в Нежинскую улицу.
Из-за особенностей расположения нумерация домов по Веерной улице весьма своеобразна: например, есть дом 4, а рядом с ним (через 20 метров) — дом 46.
На западе Веерная улица примыкает к Нежинской улице, с юга к Веерной примыкает Матвеевская улица.

## Происхождение названия
Названа в 1967 году по характеру застройки — веерному расположению зданий. Первые две очереди панельных пятиэтажек визуально образовывали почти замкнутый большой круг. Оригинальный проект жилой застройки (руководитель проекта — Стамо Е. Н.), по которому в центре данного круга предполагалось сосредоточить основные объекты инфраструктуры, был отмечен на советских и зарубежных архитектурных конкурсах.

## Примечательные здания и сооружения
На улице расположена 1 общеобразовательная школа ГБОУ Школа № 814.
- № 40, корп. 3 — жилой дом. Здесь жил футболист Серафим Холодков[3].

## Транспорт

### Ближайшие станции метро
- «Давыдково», «Аминьевская» и «Раменки». Также общественным транспортом можно добраться до станций «Кунцевская», «Парк Победы», «Юго-Западная», «Проспект Вернадского», «Университет», «Киевская», «Филёвский парк», «Кутузовская».

### Железнодорожный транспорт
Недалеко от Веерной улицы находится платформа Матвеевское электропоездов Киевского направления Московской железной дороги.

### Наземный транспорт
- На улице расположены следующие автобусные остановки:

«Матвеевское» (конечная для маршрутов автобусов № 42 (до станции метро «Проспект Вернадского»), № 77 (до станции метро «Славянский бульвар») , № 198 (до 66-го кв. Кунцева),№219 (до станции метро «Юго-Западная»), № 236 (до МКАД), № 260 (до станции метро «Университет»),№341 (временно до Улицы Алексея Свиридова), № 641 (до станции метро «Славянский бульвар», П209 (до остановки «Школа»)), «Веерная улица, 12», «Веерная улица, 20», «Почта», «Веерная улица».
- По всей Веерной улице проходят маршруты автобусов № 42, 260.
- На участке от начала улицы до пересечения с Матвеевской улицей проходят маршруты автобусов № 42, 77, 91, 198, 236, 260, 641.
- На участке от пересечения с Матвеевской улицей до пересечения с Нежинской улицей также проходят маршруты автобусов № 107 (от станции метро «Филёвский парк» до остановки «Почта»)[10], №187 (от Озёрной ул. до станции метро «Университет»)[11].

## Инфраструктура
На Веерной улице находятся три детских сада (№ 582, 806, 819), три общеобразовательные школы (№ 55, 814, 815), частная школа,
центр детского творчества «Матвеевское», дом культуры «Резонанс», взрослая и детская поликлиники, большое количество магазинов, аптек, предприятий питания и бытового обслуживания.